# ヨーク・ストリート駅 (IND6番街線)
ヨーク・ストリート駅（York Street）はブルックリン区DUMBOにあるヨーク・ストリートとジェイ・ストリート交差点に位置するニューヨーク市地下鉄IND6番街線の駅である。F系統が終日停車する。また、当駅はIND6番街線内でブルックリン区にある唯一の駅であるほか、同線内で唯一シールド工法で掘削されたトンネル内にある駅である。

## 歴史
当路線が建設される50年以上前、当駅が位置しているヨーク・ストリートとジェイ・ストリートの交差点はBMTレキシントン・アベニュー線の2つの駅の間にあった。 交差点の西にヨーク-ワシントン・ストリーツ駅があり、ブルックリン橋を経由してマンハッタンに接続していた。 また、駅の1ブロック東にブリッジ・ストリート駅があった。この路線は1885年5月13日にブルックリン高架鉄道によって開業し、1904年4月11日にブルックリン・ラピッド・トランジットによって廃止された。
その後、1936年4月9日にIND6番街線がイースト・ブロードウェイ駅からジェイ・ストリート駅（現：ジェイ・ストリート-メトロテック駅）まで延伸した際にINDフルトン・ストリート線がジェイ・ストリート駅からロッカウェイ・アベニュー駅までの延伸とともに開業した。

## 駅構造
| G           | 地上階                       | 出入口 |
| B1          | 改札階                       | 改札口、駅員詰所、メトロカード自動券売機 |
| B1          | 改札階                       | 出口への連絡通路、ホームへの階段 |
| B2 ホーム階 | 北行線                       | ← 179丁目駅ゆき（イースト・ブロードウェイ駅） |
| B2 ホーム階 | 島式ホーム、左側の扉が開く。 | |
| B2 ホーム階 | 南行線                       | → カルバー緩行線経由コニー・アイランド駅ゆき（ジェイ・ストリート-メトロテック駅）→ カルバー急行線経由コニー・アイランド駅ゆき（ジェイ・ストリート-メトロテック駅）→ |

島式ホーム1面2線の地下駅で、駅はイースト川を潜るラトガース・ストリート・トンネルのすぐ南にある。この駅は前述の通りシールド工法で掘削されており、ホームの壁が曲線を描いているのはそのためで、白いタイルに紫色のラインが設置されている。ホーム中間付近にタイル張りの大きな柱がある。また、ホーム両脇に全長にわたって設置されているI字鋼には巨大なニューヨーク市地下鉄標準の駅名標が設置されている。

### 出口

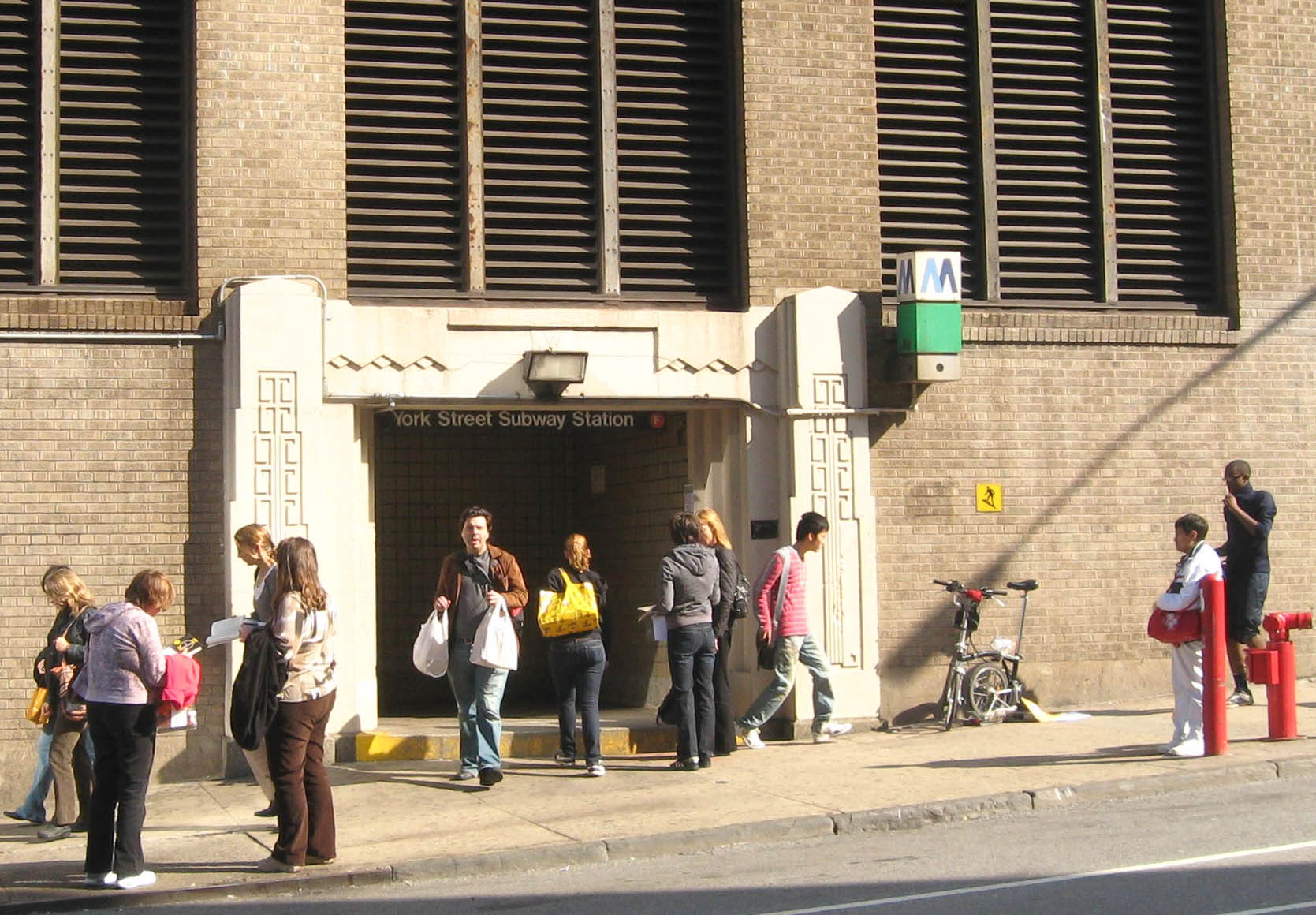
駅入口

改札はホーム北端近くにつながっており、地上への階段はヨーク・ストリートとジェイ・ストリートの交差点付近、ラトガース・ストリート・トンネルの換気塔内に階段が1つある。また、南端には閉鎖された改札がある。地上への階段はサンズ・ストリートへ通じていたが第二次世界大戦後にいつの間にか廃止された。